# Файст, Майк
Майкл «Майк» Д. Файст (англ. Michael «Mike» D. Faist; род. 5 января 1992, Гаханна, Огайо, США) — американский актёр театра и кино. На театральной сцене наиболее известен по ролям Коннора Мёрфи в мюзикле «Дорогой Эван Хэнсен» и Морриса Деланси в мюзикле «Продавцы новостей». Как актёр кино, добился прорыва в 2021 году с ролью главаря банды Риффа в фильме «Вестсайдская история» Стивена Спилберга.

## Ранняя жизнь
Майк Файст родился в Гаханне, Огайо и был усыновлен при рождении. Его родители владеют собственным бизнесом в сфере недвижимости, его биологическая мать — пилот. Файст окончил школу на год раньше, в 2009 году, чтобы поступить в American Musical and Dramatic Academy. Он отчислился после второго семестра, чтобы проходить прослушивания.

## Актёрская карьера
С 2012 по 2014 год Файст был частью актёрского состава бродвейского мюзикла Продавцы новостей. С 2016 года играл на Бродвее в мюзикле «Дорогой Эван Хансен» роль подростка-самоубийцы Коннора Мерфи. За это выступление он был номинирован на премию «Тони» в категории «Лучшая мужская роль второго плана в мюзикле», а также получил премию «Грэмми» в категории «Лучший альбом для мюзикла» как член актёрского состава.
Помимо выступлений на сцене, с 2012 года Файст также снялся в нескольких фильмах и телесериалах. В 2021 году сыграл одну из главных ролей в телесериале Amazon «Паника». В том же году впервые получил международную известность, сыграв главаря банды Риффа в адаптации мюзикла «Вестсайдская история» Стивена Спилберга; эта роль принесла Файсту в целом восторженные отзывы. Он занял третье место в голосовании критиков за лучшую мужскую роль второго плана на церемонии вручения премии Национального общества кинокритиков 2021 года и был номинирован на премию BAFTA за лучшую мужскую роль второго плана.
В 2023 году он сыграл роль второго плана в фильме Джеффа Николса «Байкеры». В том же году он также сыграл роль Джека Твиста в оригинальной постановке «Горбатой горы», основанной на одноименном рассказе Энни Пру, на лондонском Вест-Энде. В 2024 году Фейст снялся в теннисном романтическом фильме Луки Гуаданьино «Претенденты».

## Фильмография

### Кино
| Год  | Название                           | Роль           | Примечание       |
| ---- | ---------------------------------- | -------------- | ---------------- |
| 2012 | The Unspeakable Act                | Тони           |                  |
| 2015 | Жёлтый                             | Скип           | Короткометражный |
| 2015 | Чужое горе                         | Горди Джойнер  |                  |
| 2016 | Наше время                         | Бенни          |                  |
| 2017 | I Can I Will I Did                 | Бэн            |                  |
| 2017 | Active Adults                      | Подросток      |                  |
| 2018 | Сага о чудовище. Сумерки           | Лоуренс        |                  |
| 2020 | The Atlantic City Story            | Артур          |                  |
| 2021 | Вестсайдская история               | Рифф           |                  |
| 2022 | Пинбол: Человек, который спас игру | Роджер Шарп    |                  |
| 2023 | Байкеры                            | Дэнни Лайон    |                  |
| 2024 | Претенденты                        | Арт Дональдсон |                  |

### Телевидение
| Год  | Название                            | Роль              | Примечание                       |
| ---- | ----------------------------------- | ----------------- | -------------------------------- |
| 2015 | Приманка                            | Олсен             | Эпизод: «Unaired Original Pilot» |
| 2017 | Закон и порядок: Специальный корпус | Гленн Лоуренс     | Эпизод: «Complicated»            |
| 2018 | Хитрость                            | Бен «Мекка» Эванс | Эпизод: «Masking»                |
| 2021 | Паника                              | Додж Мейсон       | Главная роль                     |

### Театр
| Год       | Название            | Роль           | Локация                          | Примечания   |
| --------- | ------------------- | -------------- | -------------------------------- | ------------ |
| 2011      | Продавцы новостей   | Моррис Деланси | Paper Mill Playhouse             | Региональная |
| 2012-2013 | Продавцы новостей   | Моррис Деланси | Nederlander Theatre              | Бродвей      |
| 2014      | Appropriate         | Рис Терстон    | Pershing Square Signature Center | Офф-Бродвей  |
| 2015      | Месяц в деревне     | Алексей Беляев | Classic Stage Company            | Офф-Бродвей  |
| 2015      | Дорогой Эван Хэнсен | Коннор Мёрфи   | Arena Stage                      | Вашингтон    |
| 2016      | Дорогой Эван Хэнсен | Коннор Мёрфи   | Second Stage Theater             | Офф-Бродвей  |
| 2016-2018 | Дорогой Эван Хэнсен | Коннор Мёрфи   | Music Box Theatre                | Бродвей      |
| 2023      | Горбатая гора       | Джек           | @sohoplace                       | Вест-Энд     |

## Награды
| Год  | Награда                                                  | Номинация                                 | Работа                                | Результат |
| ---- | -------------------------------------------------------- | ----------------------------------------- | ------------------------------------- | --------- |
| 2017 | Тони                                                     | Лучшая мужская роль второго плана         | Дорогой Эван Хэнсен                   | Номинация |
| 2017 | Broadway.com Audience Awards                             | Любимая мужская роль второго плана        | Дорогой Эван Хэнсен                   | Номинация |
| 2017 | Broadway.com Audience Awards                             | Прорыв года                               | Дорогой Эван Хэнсен                   | Победа    |
| 2018 | Грэмми                                                   | Лучший альбом для мюзикла                 | Дорогой Эван Хэнсен                   | Победа    |
| 2018 | Дневная премия «Эмми»                                    | Выдающееся исполнение в дневной программе | «You Will Be Found» на The Today Show | Победа    |
| 2021 | Премия Ассоциации кинокритиков Чикаго                    | Лучшая мужская роль второго плана         | Вестсайдская история                  | Номинация |
| 2021 | Portland Critics Association Awards                      | Лучшая мужская роль второго плана         | Вестсайдская история                  | Номинация |
| 2021 | Indiana Film Journalists Association                     | Лучшая мужская роль второго плана         | Вестсайдская история                  | Номинация |
| 2021 | New Mexico Film Critics                                  | Лучшая мужская роль второго плана         | Вестсайдская история                  | Номинация |
| 2021 | Phoenix Critics Circle                                   | Лучшая мужская роль второго плана         | Вестсайдская история                  | Победа    |
| 2021 | Greater Western New York Film Critics Association        | Лучшая мужская роль второго плана         | Вестсайдская история                  | Номинация |
| 2021 | Greater Western New York Film Critics Association        | Лучший прорыв года                        | Вестсайдская история                  | Номинация |
| 2022 | Премия Британской Академии в области кино                | Лучшая мужская роль второго плана         | Вестсайдская история                  | Номинация |
| 2022 | Chicago Indie Critics                                    | Лучшая мужская роль второго плана         | Вестсайдская история                  | Номинация |
| 2022 | Latino Entertainment Journalists Association Film Awards | Лучшая мужская роль второго плана         | Вестсайдская история                  | Номинация |
| 2022 | Премия Национального общества кинокритиков США           | Лучшая мужская роль второго плана         | Вестсайдская история                  | 3-е место |
| 2022 | Dorian Awards                                            | Лучшая роль второго плана                 | Вестсайдская история                  | Номинация |
| 2022 | North Dakota Film Society                                | Лучшая мужская роль второго плана         | Вестсайдская история                  | Номинация |
| 2022 | Премия Ассоциации онлайн-кинокритиков                    | Лучшая мужская роль второго плана         | Вестсайдская история                  | Номинация |
| 2022 | Online Film & Television Association                     | Лучшая мужская роль второго плана         | Вестсайдская история                  | Номинация |
| 2022 | Online Film & Television Association                     | Лучший мужской прорыв года                | Вестсайдская история                  | Победа    |
| 2022 | Critics' Choice Super Awards                             | Лучший актёр экшн-сериала                 | Паника                                | Номинация |
| 2024 | Каннский кинофестиваль                                   | Trophée Chopard                           | N/A                                   | Награда   |